# Enrique Iglesias-diszkográfia
Enrique Iglesias teljes körű diszkográfiája, zenei karrierje 20-éves korától egészen napjainkig.
Enrique diszkográfiája ezidáig kilenc stúdióalbumból, öt válogatásalbumból, negyvenhat kislemezből és negyvenkettő videóklipből áll. A világhírű énekesnek több, mint 60 millió albuma (angol és spanyol) nyelven, illetve 40 millió kislemeze kelt el világszerte.
Első debütáló stúdióalbuma 1995. november 21-én jelent meg, Enrique Iglesias néven. 1996-os Grammy-díj átadó gálán elnyerte, az év legjobb Top Latin Albums elismerést. Pár hónappal később Brazíliában aranylemez, az Amerikai Egyesült Államokban platinalemez minősítést kapott. Az album bemutatkozó kislemeze a Si tú te vas, amelyen kívül még négy kislemez hallható.
Második spanyol nyelvű nagylemeze 1997. január 28-án jelent meg, Vivir címmel.  Az Egyesült Államokban a Billboard 200-as eladási listáján a 33. helyig jutott. Az albumon hét kislemez szerepel.
Harmadik spanyol nyelvű stúdióalbuma 1998. szeptember 23-án került, a boltok polcaira Cosas del amor címmel. Az albumról két dal jelent meg kislemezként, ezek sorrendben az Esperanza és a Nunca te olvidaré. Az album 1. helyezést ért el a Billboard Latin Pop Albums slágerlistáján, és szintén 1. lett a Top Latin Albums listán. 1998. május 5-én Enrique megjelentette első válogatásalbumát, a Remixes című remixlemezt.
Az énekes második 1999-ben megjelent Bailamos Greatest Hits válogatásalbuma egyben, az utolsó közreműködése volt, a Fonovisával. Később az énekes tiszteletére, a Fonovisa megjelentett egy harmadik The Best Hits című válogatásalbumot is. Első angol nyelvű egyben negyedik nagylemeze, 1999. november 23-án Enrique néven került a lemezárusok polcára. Az albumon hallható és kislemezen is megjelent, Whitney Houston-nal közösen énekelt, Could I Have This Kiss Forever? című duettje.
Ötödik stúdióalbumát 2001. október 30-án dobták piacra Escape névvel. A Billboard 200-on 2. helyezést, a Brit albumlistán 1. helyezést ért el. Az album bemutatkozó kislemeze a Hero című dal, amely világszerte nagy sikernek örvendett.
2002. szeptember 17-én jelent meg, Quizás (Talán, Meglehet) című hatodik spanyol nyelvű nagylemeze. Maga Enrique volt az albumon lévő összes dal szerzője vagy társszerzője, valamint társ-producere. A Quizás elsőként debütált a Billboard Latin listán, valamint 12. helyen a Billboard 200-as listáján. Öt év alatt ez volt a leggyorsabban eladott spanyol album, és a legmagasabb pozíciót kiküzdő spanyol korong.
2003. november 25-én 7 (Seven) című stúdióalbumát adták ki, latin pop stílusban. Az album érdekessége, hogy minden dalt Enrique írt és a társproduceri munkákat is ő látta el. Az Egyesült Királyságban és Ausztráliában a top 20 között szerepelt 2003 novemberében. Az Addicted bekerült a top 40 közé Németországban, Portugáliában és Argentínában. Az Adicto is szép eredményeket ért el a spanyol és latin-amerikai listákon. A Not in Love is szépen szerepelt az angliai és ausztrál dance listákon.
Az énekes 2007. június 15-én Insomniac címen jelentette meg, nyolcadik soron következő nagylemezét. Az albumon öt kislemez hallható, olyan elismert zenészekkel mint, Lil Wayne és Nâdiya. Az album első kislemeze, a Do You Know? (The Ping Pong Song)  második helyezést ért el többek között Kanadában, Írországban, illetve Hollandiában.
2010. július 2-án Enrique megjelentette tizedik stúdióalbumát, Euphoria címmel. Az albumban olyan neves vendégelőadók és együttesek nevei szerepelnek mint, Akon, Usher, Juan Luis Guerra, Pitbull, Nicole Scherzinger, Wisin & Yandel, Ludacris és Lil Wayne. Az album első kislemeze a Cuando me enamoro, ami az első helyezést ért el a Hot Latin Songs listán, a második kislemeze a I Like It című dal Pitbullal közösen, ami pedig a Billboard Hot 100 első helyezettje lett.  Az Euphoria első két kislemeze után a Billboard 200 első helyén szerepelhetett. Az albumról összesen nyolc dal jelent meg kislemezként, ezek sorrendben a Cuando me enamoro, a I Like It, a Heartbeat, a No me digas que no, a Tonight (I'm Lovin' You), a Dirty Dancer, a Ayer és a I Like How It Feels.

## Stúdióalbumok
| Év                                                          | Album információ | Helyezések | Helyezések | Helyezések | Helyezések | Helyezések | Helyezések | Helyezések | Helyezések | Helyezések | Helyezések | Eladási minősítések                                                                                                  | Eladások                                   |
| Év                                                          | Album információ | USA        | USA Latin  | AUS        | CAN        | FRA        | IRE        | NL         | NZ         | SWI        | UK         | Eladási minősítések                                                                                                  | Eladások                                   |
| ----------------------------------------------------------- | --- | ---------- | ---------- | ---------- | ---------- | ---------- | ---------- | ---------- | ---------- | ---------- | ---------- | --- | ------------------------------------------ |
| 1995                                                        | Enrique Iglesias - Megjelent: 1995. november 21. - Kiadó: Fonovisa - Formátum: CD, digitális letöltés                        | 148        | 1          | —          | —          | —          | —          | 67         | —          | —          | —          | - BRA: Arany - USA: Platina                                                                                          | - Világszerte: 8 000 000                   |
| 1997                                                        | Vivir - Megjelent: 1997. január 28. - Kiadó: Fonovisa - Formátum: CD, digitális letöltés                                     | 33         | 1          | —          | —          | —          | —          | —          | —          | —          | —          | - BRA: Arany - USA: Platina                                                                                          | - Világszerte: 5 000 000                   |
| 1998                                                        | Cosas del amor - Megjelent: 1998. szeptember 23. - Kiadó: Fonovisa - Formátum: CD, digitális letöltés                        | 64         | 1          | —          | —          | 60         | —          | 25         | —          | 16         | —          | - MEX: Platina - USA: Arany                                                                                          | - Világszerte: 4 000 000                   |
| 1999                                                        | Enrique - Megjelent: 1999. november 23. - Kiadó: Interscope - Formátum: CD, digitális letöltés                               | 33         | —          | 11         | 4          | 51         | 40         | 13         | 10         | 3          | 80         | - ARG: Platina - AUS: Platina - CAN: 5×Platina - FRA: Arany - MEX: Arany - SWI: Platina - USA: Platina               | - Világszerte: 10 000 000 - USA: 2 100 000 |
| 2001                                                        | Escape - Megjelent: 2001. október 30. - Kiadó: Interscope - Formátum: CD, digitális letöltés                                 | 2          | —          | 1          | 1          | 19         | 1          | 5          | 6          | 4          | 1          | - ARG: Platina - AUS: 5 Platina - CAN: 5× Platina - GBR: 4× Platina - MEX: Arany - SWI: 2× Platina - USA: 3× Platina | - Világszerte: 11 000 000 - USA: 3 400 000 |
| 2002                                                        | Quizás - Megjelent: 2002. szeptember 17. - Kiadó: Universal Music Latino - Formátum: CD, digitális letöltés                  | 12         | 1          | —          | —          | —          | —          | —          | —          | 41         | 148        | - ARG: Arany - USA: Arany - USA: (Latin) 4× Platina                                                                  | - Világszerte: 5 000 000                   |
| 2003                                                        | 7 - Megjelent: 2003. november 23. - Kiadó: Interscope - Formátum: CD, digitális letöltés                                     | 31         | —          | 15         | —          | 142        | 52         | 44         | —          | 11         | 13         | - AUS: Platina - CAN: Platina - GBR: Ezüst - SWI: Arany                                                              | - Világszerte: 3 000 000 - USA: 357 000    |
| 2007                                                        | Insomniac - Megjelent: 2007. június 11. - Kiadó: Interscope - Formátum: CD, digitális letöltés                               | 17         | —          | 44         | —          | 36         | 52         | 6          | —          | 8          | 3          | - GBR: Arany - IRE: Platina                                                                                          | - Világszerte: 2 000 000                   |
| 2010                                                        | Euphoria - Megjelent: 2010. július 5. - Kiadó: Universal Republic, Universal Music Latino - Formátum: CD, digitális letöltés | 10         | 1          | 6          | 12         | 10         | 10         | 5          | —          | 4          | 6          | - AUS: Arany - FRA: Arany - MEX: Platina - USA: (Latin) 2× Platina                                                   | - Világszerte: 4 000 000                   |
| "—" nem szerepelt listán, vagy nem jelent meg az országban. | |            |            |            |            |            |            |            |            |            |            | |                                            |

## Válogatások
| 1998                                                        | Remixes - Megjelent: 1998. május 5. - Kiadó: Fonovisa - Formátum: CD, kazetta                                                    | —   | 11 | 99           | — | —     | 7789       |                                                                    |                          |
| 1999                                                        | Bailamos Greatest Hits - Megjelent: 1999. június 1. - Kiadó: Fonovisa - Formátum: CD, kazetta                                    | 65  | 1  | 57679855     | — | —     | 54689      | - USA: Arany                                                       | - Világszerte: 1 000 000 |
| 1999                                                        | The Best Hits - Megjelent: 1999. november 24. - Kiadó: Fonovisa - Formátum: CD, kazetta                                          | 175 | 2  | 465756878747 | — | 4557ö | 4354674758 | - USA: Arany                                                       | - Világszerte: 1 000 000 |
| 2008                                                        | Enrique Iglesias: 95/08 Exitos - Megjelent: 2008. március 25. - Kiadó: Universal Music Latino - Formátum: CD, digitális letöltés | 18  | 1  | 635243657884 | — | —     | 5656       | - ARG: Arany - MEX: Arany - RUS: Platina - USA: (Latin) 2× Platina | - Világszerte: 1 000 000 |
| 2008                                                        | Greatest Hits - Megjelent: 2008. november 11. - Kiadó: Interscope - Formátum: CD, digitális letöltés                             | 80  | —  | 9            | 4 | 24    | 3          | - GBR: Platina - IRE: 2× Platina                                   | - Világszerte: 2 000 000 |
| "—" nem szerepelt listán, vagy nem jelent meg az országban. | |     |    |              |   |       |            |                                                                    |                          |

## Kislemezek
| Év                                                          | Cím                                                              | Helyezések | Helyezések | Helyezések | Helyezések | Helyezések | Helyezések | Helyezések | Helyezések | Helyezések | Helyezések | Helyezések | Eladási minősítések                                                             | Album                          |
| Év                                                          | Cím                                                              | USA        | USA Latin  | AUS        | CAN        | FRA        | GER        | IRE        | NL         | NZ         | SWI        | UK         | Eladási minősítések                                                             | Album                          |
| ----------------------------------------------------------- | ---------------------------------------------------------------- | ---------- | ---------- | ---------- | ---------- | ---------- | ---------- | ---------- | ---------- | ---------- | ---------- | ---------- | ------------------------------------------------------------------------------- | ------------------------------ |
| 1995                                                        | Si tú te vas                                                     | —          | 1          | —          | —          | 21         | —          | —          | —          | —          | —          | —          |                                                                                 | Enrique Iglesias               |
| 1996                                                        | Experiencia religiosa                                            | —          | 1          | —          | —          | —          | —          | —          | —          | —          | —          | —          |                                                                                 | Enrique Iglesias               |
| 1996                                                        | Por amarte                                                       | —          | 1          | —          | —          | —          | —          | —          | —          | —          | —          | —          |                                                                                 | Enrique Iglesias               |
| 1996                                                        | No llores por mí                                                 | —          | 1          | —          | —          | —          | —          | —          | —          | —          | —          | —          |                                                                                 | Enrique Iglesias               |
| 1996                                                        | Trapecista                                                       | —          | 1          | —          | —          | —          | —          | —          | —          | —          | —          | —          |                                                                                 | Enrique Iglesias               |
| 1997                                                        | Enamorado por primera vez                                        | —          | 1          | —          | —          | —          | —          | —          | —          | —          | —          | —          |                                                                                 | Vivir                          |
| 1997                                                        | Sólo en ti                                                       | —          | 1          | —          | —          | —          | —          | —          | —          | —          | —          | —          |                                                                                 | Vivir                          |
| 1997                                                        | Miente                                                           | —          | 1          | —          | —          | —          | —          | —          | —          | —          | —          | —          |                                                                                 | Vivir                          |
| 1997                                                        | Revolución                                                       | —          | 6          | —          | —          | —          | —          | —          | —          | —          | —          | —          |                                                                                 | Vivir                          |
| 1997                                                        | Lluvia cae                                                       | —          | 3          | —          | —          | —          | —          | —          | —          | —          | —          | —          |                                                                                 | Vivir                          |
| 1997                                                        | Al despertar                                                     | —          | 11         | —          | —          | —          | —          | —          | —          | —          | —          | —          |                                                                                 | Vivir                          |
| 1998                                                        | Esperanza                                                        | —          | 1          | —          | —          | —          | —          | —          | —          | —          | —          | —          |                                                                                 | Cosas del amor                 |
| 1999                                                        | Nunca te olvidaré                                                | —          | 1          | —          | —          | —          | —          | —          | —          | —          | —          | —          |                                                                                 | Cosas del amor                 |
| 1999                                                        | Bailamos                                                         | 1          | 1          | 13         | —          | 6          | 10         | 15         | 4          | 2          | 8          | 4          | - AUS: Arany - FRA: Ezüst - GBR: Ezüst - NZ: Arany                              | Enrique                        |
| 1999                                                        | Rhythm Divine                                                    | 28         | 1          | 36         | —          | 24         | 27         | —          | 20         | 2          | 11         | 45         | - NZ: Arany                                                                     | Enrique                        |
| 2000                                                        | Be With You                                                      | 1          | 2          | 36         | —          | 43         | 20         | —          | —          | 12         | 21         | —          |                                                                                 | Enrique                        |
| 2000                                                        | Could I Have This Kiss Forever? (Duett Whitney Houston-nal)      | 52         | —          | 12         | —          | 16         | 5          | 8          | 1          | 7          | 1          | 7          | - AUS: Arany - FRA: Ezüst - NZ: Arany - SWI: Arany                              | Enrique                        |
| 2000                                                        | Sad Eyes                                                         | —          | —          | —          | —          | —          | —          | —          | —          | —          | 43         | —          |                                                                                 | Enrique                        |
| 2001                                                        | Hero                                                             | 3          | 1          | 1          | 1          | 43         | 3          | 1          | 3          | 3          | 1          | 1          | - AUS: 2× Platina - GBR: Platina - GER: Arany - SWE: Platina - SWI: Platina     | Escape                         |
| 2002                                                        | Escape                                                           | 12         | 2          | 7          | —          | —          | 6          | 2          | 3          | 4          | 11         | 3          | - AUS: Platina - GBR: Ezüst                                                     | Escape                         |
| 2002                                                        | Don't Turn Off the Lights                                        | —          | —          | 8          | —          | —          | —          | —          | —          | 6          | —          | —          | - AUS: Arany                                                                    | Escape                         |
| 2002                                                        | Love to See You Cry                                              | —          | —          | 61         | —          | 17         | 53         | 12         | 25         | 29         | 35         | 12         |                                                                                 | Escape                         |
| 2002                                                        | Maybe                                                            | —          | —          | 41         | —          | —          | 62         | 16         | 21         | 26         | 44         | 12         |                                                                                 | Escape                         |
| 2002                                                        | Mentiroso                                                        | —          | 1          | —          | —          | —          | —          | —          | —          | —          | —          | —          |                                                                                 | Quizás                         |
| 2003                                                        | Quizás                                                           | —          | 1          | —          | —          | —          | —          | —          | —          | —          | —          | —          |                                                                                 | Quizás                         |
| 2003                                                        | Para qué la vida                                                 | —          | 1          | —          | —          | —          | —          | —          | —          | —          | —          | —          |                                                                                 | Quizás                         |
| 2003                                                        | Addicted                                                         | 101        | 9          | 43         | —          | —          | 31         | 31         | —          | —          | 34         | 11         |                                                                                 | 7                              |
| 2004                                                        | Not in Love (közreműködik Kelis)                                 | —          | 37         | 15         | —          | 36         | 14         | 7          | 6          | 36         | 14         | 5          | - AUS: Arany                                                                    | 7                              |
| 2007                                                        | Do You Know? (The Ping Pong Song)                                | 21         | 1          | —          | 2          | 9          | 6          | 2          | 2          | —          | 4          | 3          |                                                                                 | Insomniac                      |
| 2007                                                        | Somebody's Me                                                    | —          | 4          | —          | 31         | —          | —          | —          | —          | —          | —          | —          |                                                                                 | Insomniac                      |
| 2007                                                        | Tired of Being Sorry (közreműködik Nâdiya)                       | —          | —          | —          | 71         | 1          | 46         | 12         | 3          | —          | 6          | 20         | - FRA: Arany                                                                    | Insomniac                      |
| 2008                                                        | Push (közreműködik Lil Wayne)                                    | —          | —          | —          | —          | —          | —          | —          | —          | —          | —          | —          |                                                                                 | Insomniac                      |
| 2008                                                        | Can You Hear Me                                                  | —          | —          | —          | —          | 21         | 14         | —          | 1          | —          | 2          | —          |                                                                                 | Insomniac                      |
| 2008                                                        | ¿Dónde están corazón?                                            | —          | 1          | —          | —          | —          | —          | —          | —          | —          | —          | —          |                                                                                 | Enrique Iglesias: 95/08 Exitos |
| 2008                                                        | Lloro por ti (közreműködik Wisin & Yandel)                       | 91         | 1          | —          | —          | —          | —          | —          | —          | —          | —          | —          |                                                                                 | Enrique Iglesias: 95/08 Exitos |
| 2008                                                        | Away (közreműködik Sean Garrett)                                 | —          | —          | —          | —          | —          | —          | —          | —          | —          | —          | 132        |                                                                                 | Greatest Hits                  |
| 2009                                                        | Takin' Back My Love (közreműködik Ciara / Sarah Connor / Tyssem) | —          | —          | —          | —          | 2          | 9          | 7          | 5          | —          | 23         | 12         |                                                                                 | Greatest Hits                  |
| 2010                                                        | Cuando me enamoro (közreműködik Juan Luis Guerra)                | 89         | 1          | —          | —          | —          | —          | —          | —          | —          | —          | —          | - SPA: Platina                                                                  | Euphoria                       |
| 2010                                                        | I Like It (közreműködik Pitbull)                                 | 4          | 2          | 2          | 1          | 2          | 10         | 6          | 13         | 7          | 6          | 4          | - AUS: 3× Platina - NZ: Arany - SPA: Platina - SWI: Arany - USA: 3× Platina     | Euphoria                       |
| 2010                                                        | Heartbeat (közreműködik Nicole Scherzinger)                      | —          | —          | 5          | 72         | 4          | —          | 21         | 20         | 9          | —          | 8          | - AUS: 2× Platina - NZ: Arany                                                   | Euphoria                       |
| 2010                                                        | No me digas que no (közreműködik Wisin & Yandel)                 | —          | 3          | —          | —          | —          | —          | —          | —          | —          | —          | —          |                                                                                 | Euphoria                       |
| 2010                                                        | Tonight (I'm Lovin' You) (közreműködik Ludacris & DJ Frank E)    | 4          | 10         | 2          | 3          | 26         | 12         | 5          | 11         | 2          | 4          | 5          | - AUS: 2× Platina - NZ: Platina - SPA: Platina - SWE: Platina - USA: 2× Platina | Euphoria                       |
| 2011                                                        | Dirty Dancer (közreműködik Usher & Lil Wayne)                    | 18         | —          | 24         | 11         | 99         | 17         | 22         | 25         | 22         | 33         | 21         | - AUS: Platina - USA: Arany                                                     | Euphoria                       |
| 2011                                                        | Ayer                                                             | —          | 7          | —          | —          | —          | —          | —          | —          | —          | —          | —          |                                                                                 |                                |
| 2011                                                        | I Like How It Feels (közreműködik Pitbull)                       | 74         | —          | 26         | 11         | —          | —          | —          | 76         | 19         | —          | —          |                                                                                 |                                |
| "—" nem szerepelt listán, vagy nem jelent meg az országban. |                                                                  |            |            |            |            |            |            |            |            |            |            |            |                                                                                 |                                |

### Közreműködés kislemezekben
| Kislemez                                                                            | Év   | Helyezések | Helyezések | Helyezések | Helyezések | Helyezések | Helyezések | Helyezések | Helyezések | Helyezések | Helyezések | Helyezések | Album          |
| Kislemez                                                                            | Év   | USA        | USA Latin  | AUS        | CAN        | FRA        | GER        | IRE        | NL         | NZ         | SWI        | UK         | Album          |
| ----------------------------------------------------------------------------------- | ---- | ---------- | ---------- | ---------- | ---------- | ---------- | ---------- | ---------- | ---------- | ---------- | ---------- | ---------- | -------------- |
| To Love a Woman (Lionel Richie közreműködik Enrique Iglesias)                       | 2003 | —          | —          | —          | —          | —          | 52         | —          | —          | —          | 14         | 3          | Encore         |
| Gracias a ti (Wisin & Yandel közreműködik Enrique Iglesias)                         | 2009 | —          | 1          | —          | —          | —          | —          | —          | —          | —          | —          | —          | La revolución  |
| We Are the World 25 for Haiti (Jótékonysági felhívás közreműködik Enrique Iglesias) | 2010 | 2          | —          | 18         | 7          | 7          | —          | 9          | —          | 8          | —          | 50         | Charity single |
| "—" nem szerepelt listán, vagy nem jelent meg az országban.                         |      |            |            |            |            |            |            |            |            |            |            |            |                |

## További megjelenések
Az alábbi dalok nem kislemezek és nem is szerepeltek egy Enrique Iglesias albumon sem.
| Év   | Cím | Album                              |
| ---- | --- | ---------------------------------- |
| 1996 | The Power of Peace (Gerald Levert, Chris de Burgh, Oleta Adams, Aretha Franklin és Peabo Bryson közreműködésével) | Power of Peace: In Support of CARE |
| 2011 | Come N Go (Pitbull száma Enrique Iglesias közreműködésével)                                                       | Planet Pit                         |
| 2011 | How to Love (Remix) (Lil Wayne száma Enrique Iglesias közreműködésével)                                           | The Carter IV                      |

## Videóklipek
| Év   | Cím                               | Rendező            | Videóklip |
| ---- | --------------------------------- | ------------------ | --------- |
| 1995 | Si tú te vas                      | Jon Small          | videóklip |
| 1996 | Experiencia religiosa             | Jon Small          | videóklip |
| 1996 | Por amarte                        | Jon Small          |           |
| 1997 | Enamorado por primera vez         | Jane Simpson       | videóklip |
| 1997 | Sólo en ti                        | Fernan Martinez    | videóklip |
| 1998 | Esperenza                         | Jaume Collet-Serra | videóklip |
| 1999 | Nunca te olvidaré                 | —                  | videóklip |
| 1999 | Bailamos                          | Nigel Dick         | videóklip |
| 1999 | Rhythm Divine                     | Francis Lawrence   | videóklip |
| 2000 | Be With You                       | Dave Meyers        | videóklip |
| 2000 | Could I Have This Kiss Forever    | Francis Lawrence   | videóklip |
| 2000 | Sad Eyes                          | David LaChapelle   |           |
| 2001 | Hero                              | Joseph Kahn        | videóklip |
| 2002 | Escape                            | Dave Meyers        | videóklip |
| 2002 | Don't Turn Off the Lights         | Marc Klasfeld      | videóklip |
| 2002 | Love to See You Cry               | Matthew Rolston    | videóklip |
| 2002 | Maybe                             | Simon Brand        | videóklip |
| 2002 | Mentiroso                         | Simon Brand        | videóklip |
| 2003 | Quizás                            | Simon Brand        | videóklip |
| 2003 | Para qué la vida                  | Simon Brand        | videóklip |
| 2003 | To Love a Woman                   | Simon Brand        | videóklip |
| 2003 | Addicted                          | Peter Berg         | videóklip |
| 2004 | Not in Love                       | Jake Nava          | videóklip |
| 2007 | Do You Know? (The Ping Pong Song) | Jessy Terrero      | videóklip |
| 2007 | Somebody's Me                     | Anthony Mandler    | videóklip |
| 2007 | Tired of Being Sorry              | Jessy Terrero      | videóklip |
| 2008 | Push                              | Billy Woodruff     | videóklip |
| 2008 | Can You Hear Me                   | Paul Minor         | videóklip |
| 2008 | ¿Dónde están corazón?             | Paul Minor         | videóklip |
| 2008 | Lloro por ti                      | Paul Minor         | videóklip |
| 2008 | Away                              | Anthony Mandler    | videóklip |
| 2009 | Takin' Back My Love               | Ray Kay            | videóklip |
| 2010 | Cuando me enamoro                 | Jessy Terrero      | videóklip |
| 2010 | I Like It                         | Wayne Isham        | videóklip |
| 2010 | I Like It (Jersey Shore verzió)   | David Rousseau     | videóklip |
| 2010 | Heartbeat                         | Hiro Murai         | videóklip |
| 2010 | No me digas que no                | Jessy Terrero      | videóklip |
| 2010 | Tonight (I'm Lovin' You)          | BBGun & Parris     | videóklip |
| 2011 | Dirty Dancer                      | Ethan Lader        | videóklip |
| 2011 | Ayer                              |                    | videóklip |
| 2011 | I Like How It Feels               | Enrique Iglesias   | videóklip |